# L'Infernale Poursuite (film, 1935)
Pour film de 1956, voir L'Infernale Poursuite.
Pour plus de détails, voir Fiche technique et Distribution.
L'Infernale Poursuite (Car 99) est un film américain en noir et blanc réalisé par Charles Barton, sorti en 1935. 

## Synopsis
La nouvelle recrue Ross Martin a rejoint les rangs de la police sur la demande de sa bien-aimée, Mary Adams. Il se distingue bientôt par sa bravoure dans l'arrestation des criminels. Mais lorsque le chef d'un gang de voleurs de banque tombe entre ses mains puis s'échappe, à cause de la négligence de Martin, il est suspendu de la police.

## Fiche technique
- Titre français : L'Infernale Poursuite
- Titre original : Car 99
- Réalisation : Charles Barton
- Producteur : Bayard Veiller
- Société de production : Paramount Pictures
- Société de distribution : Paramount Pictures
- Scénario : Karl Detzer, C. Gardner Sullivan
- Musique : Heinz Roemheld
- Photographie : William C. Mellor
- Montage : Eda Warren
- Pays :  États-Unis
- Format : noir et blanc - 35 mm - 1,37:1 - Son : Mono (Western Electric Noiseless Recording)
- Genre : Thriller, Film policier
- Durée : 67 minutes
- Dates de sortie : 
  - États-Unis : 22 mars 1935
  - France : 12 juillet 1935

## Distribution
- Fred MacMurray : Ross Martin, cavalier de la police montée
- Ann Sheridan : Mary Adams
- Guy Standing : John Vilker
- Marina Koshetz : Nan Vilker
- Dean Jagger : Jim Burton, cavalier de la police montée
- William Frawley : Barrel, sergent instructeur
- Frank Craven : shériff Peter Arnot
- Nora Cecil : Granny Adams
- Charles C. Wilson : Capitaine Ryan, cavalier de la police montée
- Joe Sawyer : Whitey
- Mack Gray : Smoke
- Eddy Chandler : Haynes, cavalier de la police montée
- Robert Kent : Blatzky, cavalier de la police montée
- John Howard : Carney, cavalier de la police montée
- Alfred Delcambre : Jamison, cavalier de la police montée
- Russell Hopton : Harper, Dispatch Operator
- Howard Wilson : Dutch

## Source
- L'Infernale Poursuite et les affiches françaises du film, sur EncycloCiné